# Pida
Pida é um gênero de traça pertencente à família Arctiidae.